# Domknięcie Kleene’ego
Domknięcie Kleene’ego – unarny operator {\displaystyle *} stosowany do zbiorów zawierających znaki lub napisy. Zapisuje się go postfiksowo (tak jak silnię). Oznaczenie to wprowadził amerykański matematyk Stephen Cole Kleene.

## Definicja formalna
Domknięcie Kleene’ego zbioru {\displaystyle V} definiuje się rekurencyjnie; niech
{\displaystyle V^{0}=\{\epsilon \}}
{\displaystyle V^{i+1}=\{wv:w\in V^{i}\wedge v\in V\}} dla {\displaystyle i\in \mathbb {N} _{0}},
gdzie {\displaystyle \epsilon } oznacza słowo puste,
wtedy:
{\displaystyle V^{*}=\bigcup _{i=0}^{+\infty }V^{i}}

## Podstawowe własności
- Domknięcie Kleene’ego jest idempotentne:

{\displaystyle \forall V\ V^{*}=(V^{*})^{*}.}
- Każdy zbiór zawiera się w swoim domknięciu Kleene’ego:

{\displaystyle \forall V\ V\subseteq V^{*}.}
- Domknięciem Kleene’ego zbioru pustego jest zbiór zawierający słowo puste (a nie zbiór pusty):

{\displaystyle \varnothing ^{*}=\{\epsilon \}}
- Zachodzi zależność:

{\displaystyle \forall V\ \epsilon \in V^{*}.}
- Dla dowolnego języka regularnego {\displaystyle V}, język {\displaystyle V^{*}} jest regularny.

## Notacja
- Domknięcie Kleene’ego ma wyższy priorytet niż konkatenacja oraz suma.

{\displaystyle A=\{a\}\ \ B=\{b\}\ \ C=\{c\}}
{\displaystyle A\cup BC^{*}=\{a,b,bc,bcc,bccc,\dots \}}

## Przykłady

### Przykład 1
Domknięciem Kleene’ego dowolnego alfabetu jest język złożony ze wszystkich słów nad tym alfabetem. Przykładowo jeśli {\displaystyle A=\{0,1\},} to {\displaystyle A^{*}} jest zbiorem wszystkich ciągów zero-jedynkowych o skończonej długości.

### Przykład 2
^[01]*$ jest przykładem wyrażenia regularnego (zapis praktyczny) pasującego do każdego elementu domknięcia Kleene’ego dla przykładu 1.

### Przykład 3
Niech
{\displaystyle V=\{ba,ca\}.}
Wtedy
{\displaystyle V^{*}=\{\epsilon ,ba,ca,baba,baca,caca,caba,babaca,\dots \}}